# Dichotomius gamboaensis
Dichotomius gamboaensis är en skalbaggsart som beskrevs av Henry Fuller Howden och Young 1981. Dichotomius gamboaensis ingår i släktet Dichotomius och familjen bladhorningar. Inga underarter finns listade i Catalogue of Life.